# 스내키 챈
스내키 챈(한국명: 김재윤)은 미국의 래퍼다. 2001년 노래 'Politickin' with Chan'으로 데뷔했다.

## 방송
- 쇼미더머니3 (2014) - Top16
- 쇼미더머니5 (2016)
- 쇼미더머니777 (2018)